# Leopold Stolz

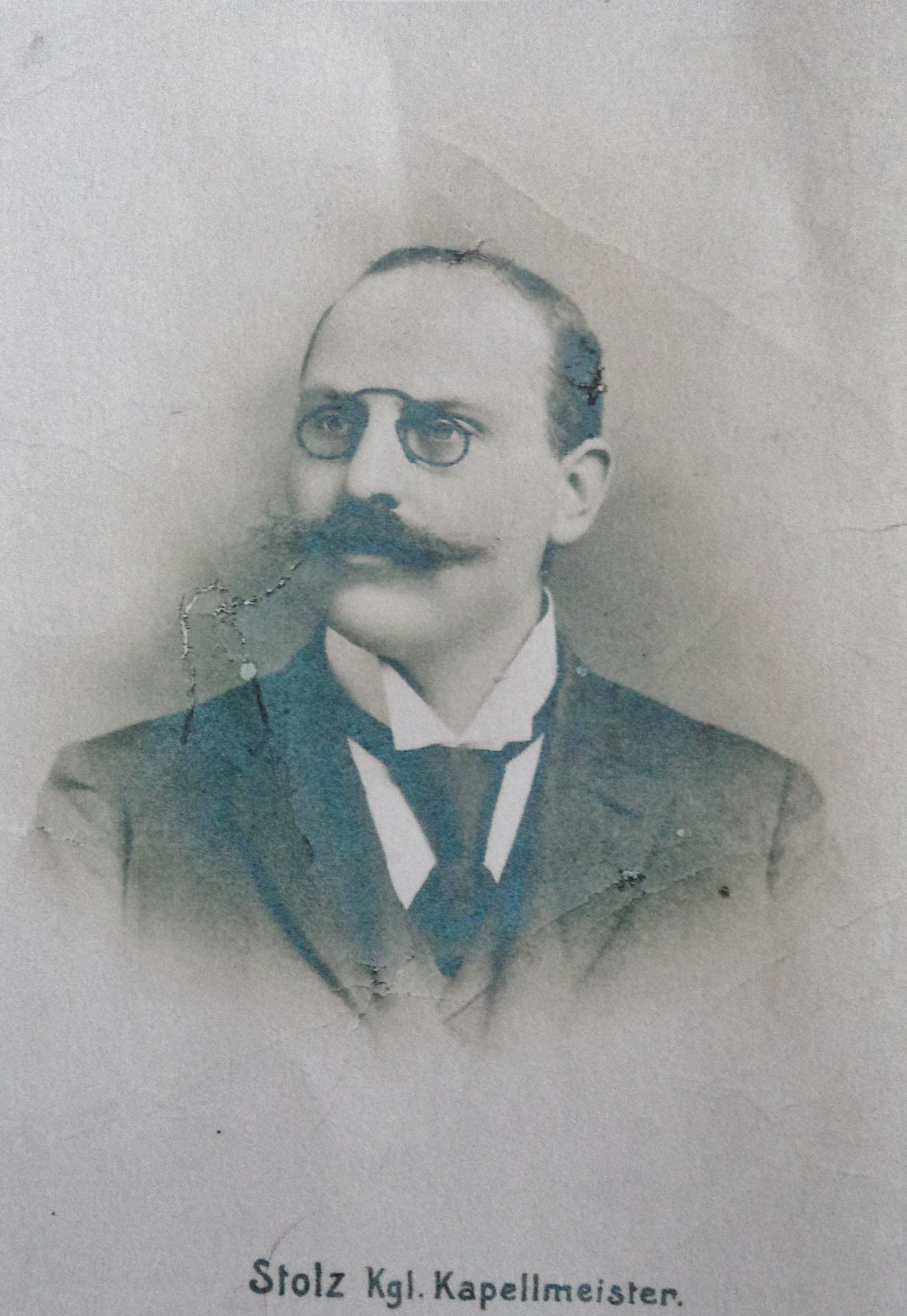
Leopold Stolz

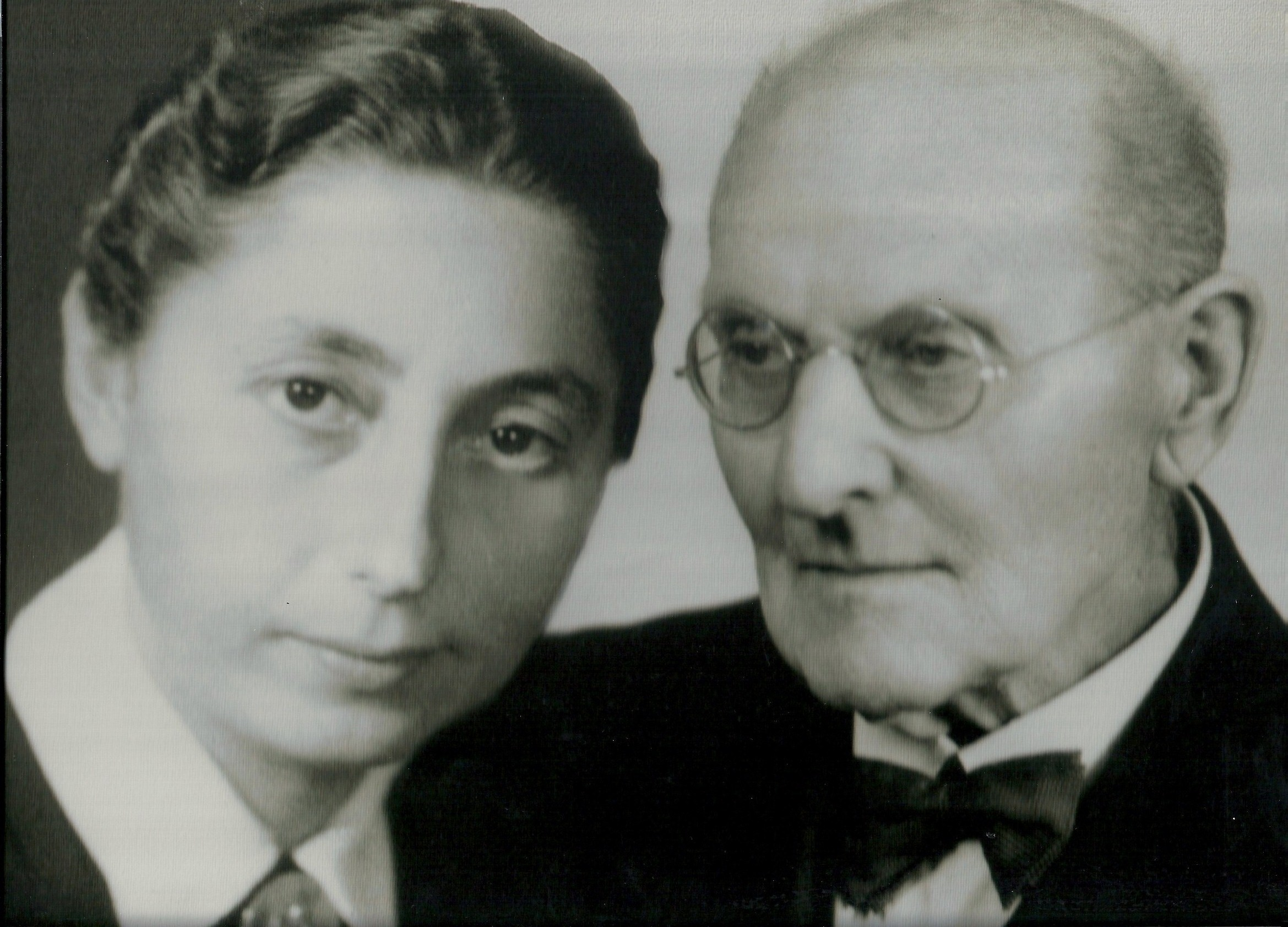
Leopold Stolz und seine dritte Frau Anny

Leopold Jacob Stolz (* 8. September 1866 in Graz; † 7. September 1957 in Lohr am Main) war ein österreichischer Komponist und Dirigent.

## Leben
Leopold Stolz war der Sohn des Dirigenten sowie Musikpädagogen Jakob Stolz (1832–1919) und der Pianistin Ida Carolina Bondy, verheiratete Stolz (1841–1903). Er erhielt seine musikalische Ausbildung zunächst bei seinem Vater, anschließend bei Carl Reinecke sowie Simon Jadassohn am Leipziger Konservatorium. Leopold Stolz war in der Folge als Theaterkapellmeister in Karlsbad, Berlin sowie am Hessischen Staatstheater in Wiesbaden eingesetzt. Leopold Stolz, der freundschaftliche Kontakte zu Ferruccio Busoni und Joseph Marx pflegte, war seit 1899 zusätzlich als Solokorrepetitor bei den Bayreuther Festspielen angestellt. Nachdem er Ende des Zweiten Weltkrieges seinen Besitz mit beinahe allen Kompositionen verloren hatte, zehn Kompositionen wurden gerettet, übersiedelte er nach Lohr am Main, dort verstarb er 1957 einen Tag vor seinem 91. Geburtstag.

Leopold Stolz Todesanzeige 1957

Aus seiner ersten Ehe am 8. Mai 1894 mit der Opernsängerin Aloisia Karetta (1869–1938) stammen drei Kinder, die zweite Ehe am 28. Mai 1940 Charlottenburg mit Marie Auguste Schönicke (1890–1943) blieb kinderlos. Aus der dritten und letzten Ehe (5. September 1946) mit Anna-Maria Anny Zöpf stammen zwei Töchter und ein Sohn: die jüngste Tochter Rosalinde († 2019),  Margarete Stolz-Wreford (* 1947) und Robert Stolz. Die Witwe Anny Stolz starb 2004 in Fürstenfeldbruck.
So hinterließ er seinen Kindern seine Autobiographie, das Original befindet sich im Besitz von Frau M. Stolz-Wreford.
In seinen Memoiren  Ein Vergessener v. Leopold Stolz ist seine wechselhafte Schicksalsgeschichte für seine Nachkommen niedergeschrieben worden.
Leopold Stolz war der Bruder von Robert Stolz, Maximilian Stolz, Susanne Stolz, Pauline Prochaska, Maria Lesky und Elisabeth Giurco.
Sein kompositorisches Werk umfasst Orchesterwerke, so die Ouvertüre Das Leben ein Traum, Totenlieder, Klaviermusik und die 1923 in Graz uraufgeführte Oper Waldmärchen nach einem Text von Paul Busson.

## Werke
- Zwei Lieder: No. I Adagio, Text Elsa Zimmermann, No. II In die Ferne, Text Karl Stieler. Für eine Singstimme mit Begleitung des Pianoforte
- Zwei Lieder: No. I Der See der Träume, Text von Prinz Emil v. Schönaich-Carolath, No. II Herbstzeitlose. Für Bariton oder Mezzosopran mit Begleitung ds. Pianoforte
- Zwei Lieder: No. I Von den Sternen, Text Karl Stieler, No. II Nächtliche Pfade. Für Sopran oder Tenor mit Begleitung des Pianoforte.
- Souvenir de Monrepos: 3 Charakterstücke für Pianoforte zu zwei Händen.
- Einsiedel, Text von Karl Bulke. Lied für eine Singstimme mit Begleitung des Pianoforte.
- Unterwegs, Text von Emanuel von Bodmann. Lied für eine Singstimme mit Begleitung des Pianoforte
- Der bemooste Hecht, Text von Karl Hill. Lied für eine Singstimme mit Begleitung des Pianoforte
- Tote Liebe. Galizische Weise.
- Die glocken, Text nach Emil Hoffmann. Lied für eine Singstimme mit Begleitung des Pianoforte.
- In die Ferne, Text von Karl Stieler. Lied für eine Singstimme mit Begleitung des Pianoforte.
- Letztes Blühen, Text von Prinz Emil v. Schönaich-Carolath. Lied für eine Singstimme mit Begleitung des Pianoforte
- Erwachen, Text von Karl Stieler. Lied für eine Singstimme mit Begleitung des Pianoforte
- Gewidmet seiner Schwester Susanna. Ein Adieu. Text von Paul Busson. Lied für eine Singstimme
- Puppenwalzer.
- Symphonisches Werk: Totenklage. Flöte, Oboi, Englisches Horn, Klarinetten I und II in B, Bassklarinette in B, Fagotte, Kontrafagotte, I. und II. Corni in B, III. und IV., drei Trompeten in F, Posaunen I. und II, IV. III. Posaune, Basstube, Pauken in B, C, F, Tamtam, I. Violinen, V. II. Violinen, Viola, Celli, Bässe